# Uechtritzia lacei
Uechtritzia lacei là một loài thực vật có hoa trong họ Cúc. Loài này được (Watt) C.Jeffrey miêu tả khoa học đầu tiên.